# Nepenthes truncata
Nepenthes truncata; (del latín: truncatus = terminado de manera abrupta) es una especie de planta carnívora del género Nepenthes endémica de Filipinas. Es frecuente en las islas de Dinagat, Leyte y Mindanao creciendo a una altitud de entre 0 y 1500 metros sobre el nivel del mar. Nepenthes truncata es conocida por sus hojas en forma de corazón (truncadas) y sus grandes trampas, que pueden alcanzar hasta 40 cm de altura.
Nepenthes robcantleyi fue antiguemente considerada como una forma más oscura de esta especie, creciendo a una mayor altitud.

## Carnivorismo
El 29 de septiembre de 2006 fue fotografiada una Nepenthes truncata con los restos de un ratón en los jardines botánicos de Lyon, Francia. Este incidente fue el primer caso documentado de un mamífero siendo atrapado con éxito por una trampa de Nepenthes truncata. Otras especies como N. rajah y N. rafflesiana son conocidas por cazar pequeños mamíferos en estado silvestre.

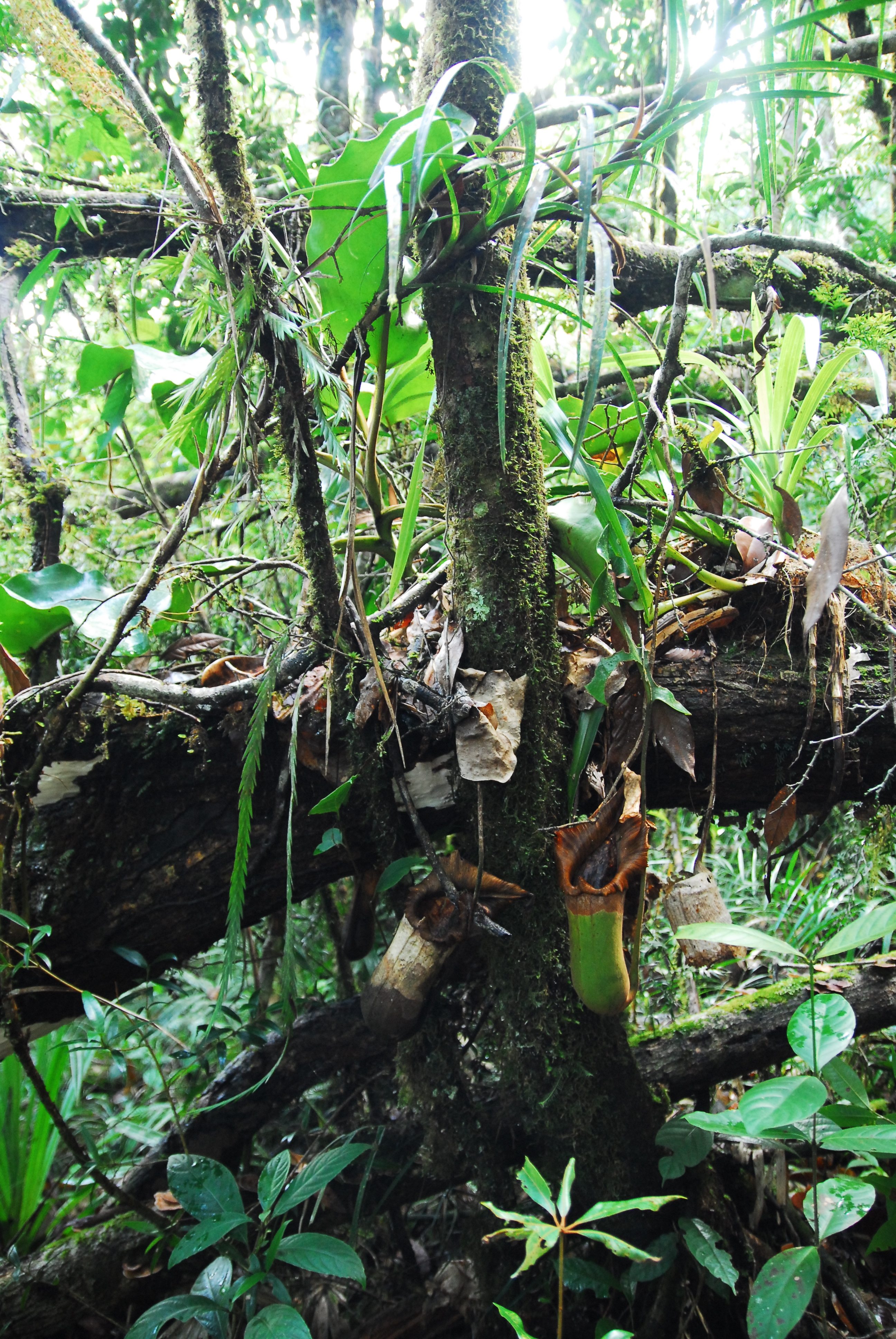
Una planta de N. truncata creciendo de manera epífita.